# Charles Thomas Joseph Gabriel Lepaige
Charles Thomas Joseph Gabriel Lepaige est un homme politique français né le 22 janvier 1781 à Darney (Vosges) et mort le 6 août 1865 à Darney.
Propriétaire terrien, maire de Darney, il est député des Vosges de 1824 à 1827, siégeant dans la majorité soutenant la Restauration.

## Sources
- « Charles Thomas Joseph Gabriel Lepaige », dans Adolphe Robert et Gaston Cougny, Dictionnaire des parlementaires français, Edgar Bourloton, 1889-1891 [détail de l’édition]